# 마리아게르피오르시

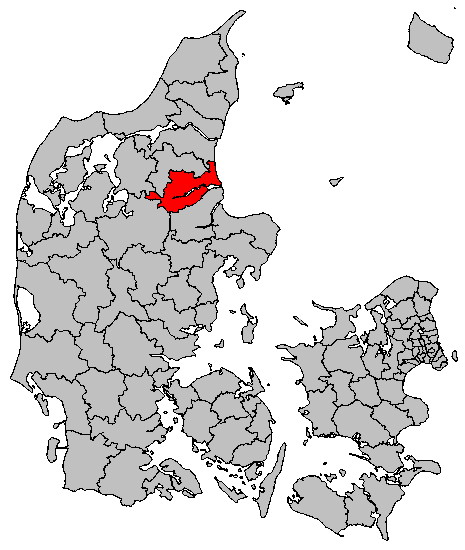
마리아게르피오르 시의 위치

마리아게르피오르시(덴마크어: Mariagerfjord Kommune)는 덴마크 북윌란 지역에 위치한 지방 자치체로 행정 중심지는 호브로이며 면적은 723.63km2, 인구는 42,093명(2014년 기준)이다. 윌란반도 북동부 연안에 위치한다.